# Сонет 2
When forty winters shall besiege thy brow

And dig deep trenches in thy beauty’s field,

Thy youth’s proud livery, so gazed on now,

Will be a tattered weed of small worth held.

Then, being asked where all thy beauty lies,

Where all the treasure of thy lusty days;

To say within thine own deep-sunken eyes,

Were an all-eating shame, and thriftless praise.

How much more praise deserved thy beauty’s use,

If thou couldst answer, “This fair child of mine

Shall sum my count, and make my old excuse,”

Proving his beauty by succession thine.

 This were to be new made when thou art old,

 And see thy blood warm when thou feel’st it cold.
Сонет 2 — второй в серии 154 сонетов Уильяма Шекспира, опубликованных в 1609 году. Один из немногих сонетов (всего 11), сохранившихся в рукописном виде, причем в наибольшем количестве, в 13 манускриптах.
Входит в так называемый цикл сонетов „женитьбы и продолжения рода“ (Procreation sonnets), к которым относятся сонеты с 1 по 14 (в английском литературоведении сюда относят сонеты с 1 по 17). В этом цикле автор призывает лирического героя, неназванного молодого друга, обзавестись семьей и детьми. Во втором сонете идёт продолжение темы необходимости продолжения рода, начатой в первом сонете. Поэт пишет, что красота человека не вечна, и чтобы она не пропала напрасно, следует завести детей.
Начало сонета достаточно агрессивно, противопоставляются образы войны и красоты. Затем рисуется мрачный образ старости, физического увядания, от чего есть лишь одно спасение — нужно воссоздать свою молодость в ребёнке.